# Rock Masterpiece Collection
Rock Masterpiece Collection es un álbum recopilatorio de la banda estadounidense de hard rock Night Ranger y fue publicado en 1998 por MCA Records y Zero Corporation en EE. UU. y Japón respectivamente.

## Descripción
Este compilado reúne algunas canciones de los cinco primeros álbumes de estudio del grupo —Dawn Patrol, Midnight Madness, Seven Wishes, Big Life y Man in Motion—, lanzados en la década de los ochenta,  además de incluir cinco temas en directo.

## Lista de canciones
| N.º     | Título                                       | Escritor(es)                                         | Duración |  |
| 1.      | «Don't Tell Me You Love Me»                  | Jack Blades                                          | 4:22     |  |
| 2.      | «Sing Me Away»                               | Blades / Kelly Keagy                                 | 4:10     |  |
| 3.      | «Night Ranger»                               | Jack Blades                                          | 4:39     |  |
| 4.      | «(You Can Still) Rock in America»            | Blades / Brad Gillis                                 | 4:16     |  |
| 5.      | «Sister Christian» (en vivo)                 | Kelly Keagy                                          | 5:17     |  |
| 6.      | «When You Close Your Eyes»                   | Blades / Keagy / Alan Fitzgerald                     | 4:19     |  |
| 7.      | «Rumours in the Air»                         | Jack Blades                                          | 4:33     |  |
| 8.      | «Sentimental Street»                         | Jack Blades                                          | 4:14     |  |
| 9.      | «Four in the Morning (I Can't Take Anymore)» | Jack Blades                                          | 3:54     |  |
| 10.     | «Goodbye»                                    | Blades / Jeff Watson                                 | 4:22     |  |
| 11.     | «The Secret of My Success»                   | Blades / David Foster / Tommy Keane / Michael Landau | 4:27     |  |
| 12.     | «I Did It for Love»                          | Russ Ballard                                         | 4:49     |  |
| 13.     | «Touch of Madness» (en vivo)                 | Jack Blades                                          | 5:16     |  |
| 14.     | «When You Close Your Eyes» (en vivo)         | Blades / Keagy / Fitzgerald                          | 4:39     |  |
| 15.     | «Don't Tell Me You Love Me» (en vivo)        | Jack Blades                                          | 7:19     |  |
| 16.     | «(You Can Still) Rock in America» (en vivo)  | Blades / Gillis                                      | 4:27     |  |
| 1:14:47 |                                              |                                                      |          |  |

## Créditos

### Night Ranger
- Jack Blades — voz principal, bajo y coros.
- Kelly Keagy — voz principal, batería y coros.
- Brad Gillis — guitarra acústica, guitarra eléctrica y coros.
- Jeff Watson — guitarra eléctrica y coros.
- Alan Fitzgerald — piano, teclados, sintetizadores y coros (excepto en la canción «I Did It for Love»).
- Jesse Bradman — teclados (en la canción «I Did It for Love»).

### Músicos adicionales
- David Foster — teclados (en la canción «I Did It for Love»).
- Kevin Chalfont — coros (en la canción «I Did It for Love»).
- Bill Champlin — coros (en la canción «I Did It for Love»).
- Max Haskett — coros (en la canción «I Did It for Love»).

### Productores
- Night Ranger
- Pat Glasser
- Kevin Elson
- Wally Buck
- David Foster
- Keith Olsen
- Brian Foraker
- David Cole